# Gloria Agostini
Pour les articles homonymes, voir Agostini.
 (mars 2013).
Si vous disposez d'ouvrages ou d'articles de référence ou si vous connaissez des sites web de qualité traitant du thème abordé ici, merci de compléter l'article en donnant les références utiles à sa vérifiabilité et en les liant à la section « Notes et références ».
Gloria Agostini est une harpiste canadienne, née le 30 mai 1923 à Montréal et décédée le 26 juillet 2004 (lieu non déterminé). Elle est essentiellement connue pour être une des rares harpistes à avoir joué du jazz, même si elle est aussi musicienne classique, musicienne de studio et enseignante.

## Biographie
Née en 1923 à Montréal, elle commence à apprendre à l'âge de douze ans. À quinze ans, à New York, elle suit l'enseignement de Marcel Grandjany. À seize ans, elle fait ses débuts professionnels comme harpiste de l'orchestre de studio de la radio ABC de New York. De 1940 à 1942, elle est harpiste dans l'orchestre d'une radio canadienne.
À partir de 1943, c'est à New York qu'elle va mener une intense carrière de musicienne de studio (radio et enregistrements) et de concertiste. Musicienne accomplie, on peut l'entendre dans des situations très différentes : variétés, pop, jazz, musique de films... Mais elle interprète aussi les grandes pièces du répertoire classique et, surtout, se spécialise dans la musique contemporaine. Elle participe aux créations en concert ou aux premiers enregistrements de pièces telles  qu'Explosante fixe de Pierre Boulez, Serenata  d'Alberto Ginastera, Soundings de Barbara Kolb, Triple rondo pour flûte et harpe et Concerto pour flûte et harpe d'Henry Cowell, Symphonic poem pour harpe et orchestre de Paul Creston, Epiphanium d’Igor Stravinsky ou Variations pour harpe de Charles Wuorinen. 
Parallèlement à sa carrière de musicienne de studio et de concertiste, elle enseigne à l'Université Yale en 1977,  puis à partir de 1990, au Mannes College of Music et à la Manhattan School of Music.
Étrangement sa célébrité ne vient pas de sa prestigieuse carrière classique mais du fait qu'elle est une des rares harpistes à avoir joué du jazz. Dans la plupart des cas, c'est comme musicienne de rang dans des grandes formations où elle ne fait que jouer sa partition (enregistrements sous la direction de Michel Legrand, Gunther Schuller, Don Sebesky, Lalo Schifrin...). Il existe cependant quelques albums comme side(wo)man dans des combos où sa présence est moins conventionnelle sans être, il faut l'avouer, totalement convaincante (albums de Sonny Stitt, Roland Kirk, Eric Dolphy…). 
Elle meurt en 2004.